# جولیانو ترانئو
جولیانو ترانئو (انگلیسی: Giuliano Terraneo؛ زادهٔ ۱۶ اکتبر ۱۹۵۳) بازیکن فوتبال اهل ایتالیا است.
از باشگاه‌هایی که در آن بازی کرده‌است می‌توان به باشگاه ورزشی لاتزیو، باشگاه فوتبال تورینو، باشگاه فوتبال لچه، باشگاه فوتبال مونتسا، و باشگاه فوتبال آ.ث. میلان اشاره کرد.